# Давыдов, Захар Давидович
Заха́р Дави́дович Давы́дов (род. 30 мая 1945 года, Киев) — советский, израильский и канадский историк литературы, доктор философии (1995), профессор (1999), главный редактор научного славистического журнала Toronto Slavic Quarterly (2002—2019).

## Биография
Захар Давыдов родился 30 мая 1945 года в Киеве. В 1969 году Захар Давидович окончил Киевский инженерно-строительный институт, работал по специальности, параллельно занимаясь изучением жизни и творчества Максимилиана Волошина (с 1977 года). В СССР участвовал в подготовке и публикации нескольких книг творческого наследия М. А. Волошина.
В 1991 году — репатриировался в Израиль. По приезде в Израиль был приглашен в докторантуру Кафедры славистики Еврейского университета в Иерусалиме. Тема диссертации: «Биография М. А. Волошина. Ранний период жизни и творчества» (1995). Член Союза израильских писателей (1994). Работал на Кафедре славистики Университета Лион-3 (1997). С 1999 года преподает в Upper Canada College и на Кафедре славистики Торонтского университета. Курсы: CONTEMPORARY RUSSIAN LITERATURE, LITERARY SCANDALS IN 20TH CENTURY RUSSIA, STUDIES IN RUSSIAN LITERATURE AND CRITICISM IN THE 18TH CENTURY, др. Главный редактор научного славистического журнала Toronto Slavic Quarterly, ежегодника Toronto Slavic Annual и книжной серии Toronto Slavic Library (с. 2002 года).
Собрание З. Д. Давыдова «Все о Волошине», включающее в себя автографы, акварели, прижизненные издания поэта и художника, экспонировалось в Музее Киева, Киевском литературном музее, библиотеках Лиона и Торонто.

## Направление исследований
Основные работы посвящены русской литературе конца IX начала XX века, жизни и творчеству Максимилиана Волошина.

### Книги
- Все даты бытия/ Максимилиан Волошин. Москва: Вагриус, 2004, 352 с. Тираж — 5 000. (совм. В. Купченко)
- «И голос мои — набат»: о книге М. А. Волошина. «Демоны глухонемые» / совм С. М. Шварцбанд (Studi slavi / Dipartimento di linguistica, Universita degli studi di Pisa; no. 7). Pisa: ECIG, 1997. 136 с. Тираж не обозначен.[2]
- Крым Максимилиана Волошина. Киев: «Мистецтво», 1994. 366 с. (совм. В. Купченко)
- Избранное: стихотворения, воспоминания, переписка / Максимилиан Волошин. Минск: Мастацкая литература, совм. В. Купченко 1993. 478 с. Тираж 90 000.
- Автобиографическая проза. Дневники / Максимилиан Волошин. Москва: Книга, совм. В.Купченко 1991. 413 с. Тираж 30 000.
- Стихотворения, статьи, воспоминания современников / Максимилиан Волошин. Москва: Изд-во Правда, совм. В.Купченко 1991. 478 п. Тираж 100 000.[3]
- Коктебельские берега / Максимилиан Волошин. Симферополь, 1990, 248 с. Тираж 65 000.
- Воспоминания о Максимилиане Волошине. Москва: Сов. писатель, совм. В.Купченко 1990. 717 с. Тираж 50 000.[4][5]
- Путник по вселенным / Максимилиан Волошин. Москва: «Сов. Россия», совм. В.Купченко 1990. 380 с. 2 издания. Общий тираж — 200 000.
- Средоточие всех путей / Максимилиан Волошин. Москва, Московский рабочий, совм. В.Купченко. 1989, 605 с. Тираж 100 000.

### Публикации
Печатается с 1984 года (первая статья — журнал «Литературное обозрение», № 3 за 1984 год). Многочисленные публикации в российских, европейских, североамериканских научных и литературно-художественных журналах. Среди них:
- Gogol in Canada (Translations, academic studies, theatre) — TSQ-30, Fall 2009
- A Lucky Man — Russian Life, May/June 2007, pp. 28–37[6]
- Максимилиан Волошин — новое прочтение — Modernites Russes 7, Centre d’Etudes Slaves Andre Lirondelle, University Jean-Moulin, Lion, 2007, pp. 353–359
- Мессианские идеи в поэзии Максимилиана Волошина — Jews and Slavs, vol. 14, The Hebrew University of Jerusalem, 2005, pp. 248–254
- M.A.Voloshin’s «The Destiny of Lev Tolstoy» — Tolstoy Studies Journal, vol. XII, 2000, pp 71–78
- Trois letters de Biarritz — Slavica occitania, Toulouse, 7, 1998, pp. 115–127
- Максимилин Волошин: «Подвиг Иуды в его позоре и поругании» — Страницы 2, Иерусалимский институт Ван-Лир, Иерусалим, 1993, c. 106—111

### Редактирование
- Jews and Slavs. Vol. 5 — Jerusalem, Co-editors W. Moskowich, S. Schvartsband, L. Finberg,1996.
- Основатель и главный редактор научного славистического журнала Toronto Slavic Quarterly и книжной серии Toronto Slavic Library. В 2002—2019 гг. опубликованы 70 номеров журнала[7], три ежегодника и семь книг, среди них:
- Самуил Шварцбанд «Пушкин: правда вымысла» — Toronto: University of Toronto (Toronto Slavic Library. Volume 4), 2012, 288 с.
- Аркадий Штейнберг. Вторая дорога. Стихотворения. Поэмы. Графика. — Русский импульс, Москва, — The University of Toronto (Toronto Slavic Library. Volume 3), 2007.
- Р. Д. Тименчик. Анна Ахматова в 1960-е годы — М.: Водолей Publishers; Toronto: University of Toronto (Toronto Slavic Library. Volume 2), 2005, 784 c.
- Le Studio Franco-Russe by prof. Leonid Livak — Toronto: University of Toronto (Toronto Slavic Library. Volume 1), 2005, 784 c.
- Вадим Перельмутер. Пушкинское эхо. Записки. Заметки. Эссе Минувшее — Toronto Slavic Library. «Пилотный проект». Москва — Торонто. 2003 , 512 с.